# GMA 네트워크
GMA 네트워크(영어: GMA Network 지엠에이 네트워크[*], GMA 지엠에이[*])는 필리핀의 주요 상업 텔레비전 및 라디오 방송망이다. GMA 네트워크는 공식적으로 GMA 네트워크 주식회사가 소유하고 있다. 첫 번째 TV 방송은 1961년 10월 29일로, GMA 네트워크(구 'DZBB TV 채널 7', 'RSB TV 채널 7', 'GMA 텔레비전-라디오 아트', 'GMA 레인보우 위성 네트워크')의 회사 로고는 "카푸소 네트워크" 오프라인 회사의 로고와 비슷하다. 또한, 1974년 새로운 경영자의 재임 기간 동안에는 명백하게 프로그램이 "기독교 네트워크"라는 평가가 있다. 본사는 케손시티의 GMA 네트워크 센터이고, 송신기는 탄당소라 도로의 바란가이 클리아트에 있다.

## 세부 부서
- GMA 아티스트 센터
- GMA 뉴스와 시사
- GMA 엔터테이먼트 텔레비전 그룹
- GMA 공학

## 주요 프로그램

### 뉴스 및 정보·와이드 쇼
- 24 오라스(24 Oras)
- 우낭 히릿(Unang Hirit)
- 삭시(Saksi)
- 아리스토(Alisto)
- 투나이 나 부하이(Tunay na Buhay)
- 파워 하우스(Power House)
- 리포터스 노트북(Reporter's Notebook)
- 러브 핫라인(Love Hotline)
- 아이 위트니스(I-Witness)
- 피노이 M.D.(Pinoy M.D.)
- 카푸소 모, 제시카 소호(Kapuso Mo, Jessica Soho)
- 위시 코 랑(Wish Ko Lang)
- 본 투 비 와일드(Born to Be Wild)

### 오락·버라이어티
- 잇 불라가(Eat Bulaga)

### 시트콤
- 페피토 마날로토(Pepito Manaloto)
- 버블 갱(Bubble Gang)
- 뱀파이어 앙 다디 코(Vampire Ang Daddy Ko)
- 이스몰 패밀리(Ismol Family)

### 드라마
- GMA 네트워크의 텔레비전 드라마 목록